# El Oso (canção)
El Oso, que em português significa "O Urso", é uma famosa canção infantil composta pelo pioneiro do rock argentino Mauricio Birabent, mais conhecido como Moris. A música foi lançada como o primeiro single do álbum "Treinta minutos de vida", de 1970. Sucesso comercial, o single vendeu 30.000 copias em seu lançamento.
A letra da música tem uma interpretação bem simples: o cantor conta na primeira pessoa a história de um urso que vivia feliz em sua floresta até ser capturado pelo homem. Foi vendido a um circo, e depois de quatro anos anos neste circo, ele consegue escapar, voltando para sua casa, onde volta a ser feliz como antes. Junto com "Ayer nomás" e "La Balsa", é considerado uma das canções precursoras do rock em espanhol e uma das mais famosas de seu autor. De acordo com o próprio Moris, a música foi composta originalmente para crianças:

## Créditos Musicais
- Moris - guitarra e voz
- Pappo - baixo eléctrico
- Javier Martínez - bateria[6]

## Aparições em Trilhas-sonoras
- O cantor e ator argentino Antonio Birabent, filho do Moris, interpretou essa canção como parte da trilha sonora do filme de 1993, Tango feroz: la leyenda de Tanguito.

## Outras Versões
- SEKA, banda originalmente de Turrialba (Costa Rica), tem uma versão em seus álbuns "Cantar Opinando" e "Acoustic Sessions".
- Uma das versões mais famosas é a de Fito Páez, que a gravou especialmente para o álbum infantil Piojos y piojitos.[7]
- Há também uma versão bastante conhecida gravada por Andrés Calamaro.
- A banda de rock underground peruana Leusemia gravou uma versão dessa música em seu álbum "Al final de la calle - Los sótanos de la angustia". Daniel F, vocalista da banda, teve que entrar em contato com a esposa de Moris para pedir permissão para gravá-la. Ela prontamente disse que ele não tinha nenhum problema, desde que eles não a gravassem no ritmo Tecnocumbia.
- O músico madrilenho José Riaza interpreta esta música em seus shows.